# Fuerza de Defensa Territorial de la República de Bosnia y Herzegovina
La Fuerza de Defensa Territorial de Bosnia y Herzegovina (en bosnio: Teritorijalna odbrana Bosne i Hercegovine, TO BiH) fueron el primer componente militar encargado de la defensa y protección de Bosnia y Herzegovina, así como las primeras fuerzas militares oficiales del mismo país, conformadas sobre la base de la Fuerza de Defensa Territorial destacada en el territorio bosnio al principio de la Guerra Croata-Bosnia y la Guerra de Bosnia en el recién formado país y encargadas de garantizar su integridad territorial. Con el tiempo se transformaron en el Ejército de la República de Bosnia y Herzegovina (ARBiH).

## Historia
La "Fuerza de Defensa Territorial de Bosnia y Herzegovina" (Teritorijalna odbrana - TO) sería el nombre dado a las fuerzas especiales en el antiguo JNA. Las TO estaban organizadas en cada uno de los respectivos territorios (hoy día países) de la ex-Yugoslavia, y contaban con un comando separado de las JNA. Las TO eran en esencia una fuerza de comando y defensa civil, comúnmente asociada a una especie de fuerza paramilitar o una clase de fuerza de reserva militar. Las regiones que controlaban las TO contaron con el respaldo de la población civil, a la que se encargaron de movilizar y de capacitar en técnica y adiestramiento militar de combate.

## El papel de las TORBiH en Bosnia
Las TO eran el ejército oficial de Bosnia y Herzegovina, junto a los componentes militares separados de militares bosnios quienes se retiraron de la JNA y que se unieron posteriormente al ejército formado por Sefer Halilović, en la Liga Patriótica (LP). Posteriormente, las TO entre 1991 hasta abril de 1992 absorbieron a todas las unidades de la LP, y a los distritos militares y a sus formaciones en las TO, las que eventualmente se transformaron en el final del mes de mayo de 1992 en el Ejército de la República de Bosnia y Herzegovina.

## Organización
La estructura de las TO bosnias se configuró en 7 regiones (dos de las cuales rehusaron la unión con las TORBíH), cada una de las cuales controlaba cada uno de los 12 distritos (de un total de 73 distritos, 36 rehusaron unirse). El 15 de abril de 1992, todas las unidades de las LP se unieron con las TORBiH. A fines del mes de abril de 1992, las TO se reorganizarían en 4 regiones (Bihać, Sarajevo, Tuzla y Zenica) y dos grupos de comandos tácticos que eran controlados por las TO, la LP y nuevas brigadas. Las TO de Sarajevo acogerían al comando principal de las TORBiH. Al momento se conformarían con 26 brigadas (nombradas posteriormente distritos). El 20 de mayo de 1992, las TORBiH serían renombradas por el gobierno bosnio como el Ejército de la República de Bosnia y Herzegovina.

## Comandantes de las TORBiH

### Abril de 1992 a mayo de 1992
El comando general de las TORBiH tuvieron sede en Sarajevo:
- Coronel Hasan Efendić (Comandante de las TORBIH)
- Coronel Stjepan Šiber (Jefe del Estado Mayor)
- Coronel Jovan Divjak (Jefe Adjunto del Estado Mayor)

## Unidades de las TORBiH

### Marzo de 1991 - marzo de 1992
Destacamentos independientes de la LP se formaron a través de toda Bosnia y Herzegovina, y se dispusieron posteriormente bajo el control de las TORBiH.

### Abril de 1992 - agosto de 1992
Las unidades independientes de las TORBiH y de la LP se reúnen y se disponen bajo el mando total de las recientemente creadas ARBiH.

### Desarrollos relacionados
- Ejército Popular Yugoslavo
- Ejército de la República de Bosnia y Herzegovina
- Consejo Croata de Defensa
- Guerra Croata-Bosnia
- Guerra de Bosnia

### Informaciones similares
- Fuerza de Defensa Territorial de Eslovenia
- Defensa Territorial de Yugoslavia